# Тілопо сіроголовий
Тілопо сіроголовий (Ptilinopus hyogastrus) — вид голубоподібних птахів родини голубових (Columbidae). Ендемік Індонезії.

## Поширення і екологія
Сіроголові тілопо мешкають на островах Бачан і Хальмахера на півночі Молуккських островів. Вони живуть в тропічних лісах. Зустрічаються на висоті до 1000 м над рівнем моря.